# Coccus insolens
Coccus insolens är en insektsart som först beskrevs av King in Cockerell 1902.  Coccus insolens ingår i släktet Coccus och familjen skålsköldlöss. Inga underarter finns listade i Catalogue of Life.